# فرورتیش
فرَوَرتیش (فارسی باستان: فْرَوَرتی، اوستایی: فْرَوَشی، یونانی: فرااُرتِس، بابلی: پَرومَرتیش، ایلامی: پیرومَرتیش) دومین شاه ماد بود. به گفتهٔ هرودوت فرورتیش پسر دیاکو بود و قبایل مادی را متّحد و به یک کشور تبدیل کرد.
وی که به همراه دیاکو و خانواده‌اش به آشور تبعید شده بود، به احتمال قوی در خاک آشور تربیت شد. بعدها وی خداوند ده ایالت بیت کاری در ناحیهٔ همدان کنونی، به مرکزیت کار-کشی شد. گمان می‌رود آشوریان خود از روی عمد وی را به این مقام منصوب کرده‌باشند تا اولاً وی را از جایی که نفوذ و ریشهٔ محلی داشته‌است دور کرده باشند، ثانیاً بر این باور بودند که فرورتیش که دست‌پرورده و دست‌نشاندهٔ خودشان است — مانند سایر پیشوایان، شاهکان و شاهان دست‌نشانده — در ادامه سیاست‌هایی را دنبال خواهد کرد که به نفع آشوریان باشد.
فرورتیش با آنکه سرنوشت اسارت پدرش دیاکو را دیده بود، همان راه پدرش را دنبال کرد و به آشور اعلان جنگ داد. برای این کار ابتدا پارس‌ها را تحت انقیاد خود درآورد و سپس با جلب یاری خداوندان پیشین‌ده دو ایالت مجاور خود قیامی را علیه آشور ترتیب داد. قیام به سرعت گسترش یافت و آشوریان قست اعظم سرزمین ماد را که در تصرف خود داشتند، از دست دادند. با مذاکرات آشور با سکاها — که متحد مادها در این قیام بودند — و خروج آن‌ها از اتحاد با مادها به نفع آشوریان، جریان قیام ناتمام ماند.
از آن تاریخ به بعد فرورتیش توانست مهم‌ترین نواحی ماد را از زیر یوغ آشور نجات دهد و در سه ایالت بیت کاری، مادای و ساپاردا دولت واحدی تأسیس کند و پادشاهی مستقل ماد را برپا کند.
در جریان یک کشمکش داخلی در آشور، فرورتیش فرصت را برای حملهٔ دوباره به آشور مناسب دید و بدین ترتیب در سال ۶۵۳ پیش از میلاد مجدداً به آشور یورش برد ولی کشته شد. بدین ترتیب ۲۲ سال حکومت وی بر مادها پایان یافت. برخی از مورخان معتقدند علی‌رغم شکست فرورتیش از آشوریان، این جنگ زمینه‌ساز نبردی شد که پسرش هووخشتره آن را تا سقوط دولت آشور در پیش گرفت. پس از فرورتیش، هووخشتره جانشین او شد و مدت ۴۰ سال حکومت کرد.

## نام
نام فرورتیش در زبان اوستایی فْرَوَشی () و در زبان فارسی باستان فْرَوَرتی () آمده‌است. در پارسی میانه (زبان پهلوی) هم فْرَوَرد () و فْرَوَهْر () خوانده می‌شده‌است.
هرودوت تاریخ‌نگار معروف یونانی نام وی را به صورت فرااُرتِس ضبط کرده‌است. از آن‌جا که در زبان یونانی f و -va- را به ترتیب به صورت ph و -o- ادا می‌کرده‌اند، لذا فرورتیش دقیقاً با فرااُرتس یونانی مطابق است. در متون بابلی از وی به نام پَرومَرتیش یاد شده‌است و در ایلامی هم به صورت پیرومَرتیش آمده‌است چرا که در زبان‌های بابلی و ایلامی f و v به ترتیب به صورت p و m ادا می‌شدند.
هرلد والتر بیلی، ایران‌شناس انگلیسی ریشهٔ این واژه را از ریشهٔ ایرانی -var (پوشش، محافظت) و -fra (پس راندن) می‌داند و معنی اصلی اولیهٔ واژهٔ را «دلاور حفاظت‌کننده» عنوان می‌کند. لازم است ذکر شود نام فرورتیش هیچی ارتباطی با نام فرهاد ندارد.
در متنی از زبان داریوش بزرگ در سنگ‌نبشتهٔ بیستون در توصیف فردی با نام فرورتیش که علیه وی قیام کرده بود، چنین آمده‌است: «مردی مادی به نام فرورتیش در ماد شورش کرد. او به مردم چنین گفت: من خْشَثریتَه از خاندان هووخشتره هستم.» از این متن درمی‌یابیم فردی به نام فرورتیش برای جلب یاری مادها خود را از بازماندگان هووخشتره می‌خواند و به جای نام اصلی‌اش فرورتیش، نام خْشَثریتَه را بر خود گذاشته‌است. از آن‌جا می‌توان نتیجه گرفت نام فرورتیش نمی‌بایست در خاندان دیاکو رایج بوده‌باشد ولی نام خشثریتَه وجود داشته و نام سلطنتی و متداولی بوده‌است و احتمالاً هرودوت در مورد نام فرورتیش مرتکب اشتباه شده‌است. از آن‌جا که در زبان بابلی خوشهٔ -xš- اغلب به صورت -kš- ادا می‌شده، لذا در این زبان خشثریتَه باید به صورت کشتریتی یا کشتریتو خوانده می‌شده‌است. در سنگ‌نبشته‌های آشوری هم ذکری از فردی به نام کشتریتی — به عنوان فرمانروای کار-کَشّی — آمده‌است به همین دلایل فرورتیش غالباً با نام کشتریتی-خشثریتَه شناخته می‌شود و این دو یکی گرفته می‌شوند، هرچند برخی از پژوهشگران این هویّت را قابل‌تردید می‌دانند.
خشثریتَه واژه‌ای ایرانی — گرفته شده از خْشَثرَه- — (=شکل کهن واژه «شهر»، درکعبه زرتشت در متن پارتی شهر بگونه xšahr  و ایرانشهر بگونه aryān-xšahr  امده )به معنی «پادشاهی»، «ملک» ،«مقتدر»، «شهریار»، «قدرت» و «قلمرو» است.

## تبار و خانواده
|  |  |  |  |  |  | فرورتیش یکمفرماندار قبیله‌ای |  |  |  |  |  |  |  |  |  |  |  |  |  |  |  |  |  |  |  |  |  |  |  |  |  |  |  |  |  |  |  |  |  |  |  |  |  |  |  |  |  |
|  |  |  |  |  |  |                             |  |  |  |  |  |  |  |  |  |  |  |  |  |  |  |  |  |  |  |  |  |  |  |  |  |  |  |  |  |  |  |  |  |  |  |  |  |  |  |  |  |
|  |  |  |  |  |  | دیاکوشاه ماد                |  |  |  |  |  |  |  |  |  |  |  |  |  |  |  |  |  |  |  |  |  |  |  |  |  |  |  |  |  |  |  |  |  |  |  |  |  |  |  |  |  |
|  |  |  |  |  |  |                             |  |  |  |  |  |  |  |  |  |  |  |  |  |  |  |  |  |  |  |  |  |  |  |  |  |  |  |  |  |  |  |  |  |  |  |  |  |  |  |  |  |
|  |  |  |  |  |  | فرورتیش دومشاه ماد          |  |  |  |  |  |  |  |  |  |  |  |  |  |  |  |  |  |  |  |  |  |  |  |  |  |  |  |  |  |  |  |  |  |  |  |  |  |  |  |  |  |
|  |  |  |  |  |  |                             |  |  |  |  |  |  |  |  |  |  |  |  |  |  |  |  |  |  |  |  |  |  |  |  |  |  |  |  |  |  |  |  |  |  |  |  |  |  |  |  |  |
|  |  |  |  |  |  | هووخشترهشاه ماد             |  |  |  |  |  |  |  |  |  |  |  |  |  |  |  |  |  |  |  |  |  |  |  |  |  |  |  |  |  |  |  |  |  |  |  |  |  |  |  |  |  |

فرورتیش فرزند دیاکو و دومین شاه ماد بود که همهٔ اطلاعات مربوط به او، از هرودوت به ما رسیده‌است. به گفتهٔ هرودوت، فرورتیش پسر دیاکو بود و همهٔ قبایل مادی را متحد و به یک کشور تبدیل کرد. از شواهد چنین پیداست که پس از مرگ دیاکو، وی رهبری قبایل مادی را برعهده گرفت. برخی منابع بر این باورند نام فرورتیش در خاندان دیاکو رایج نبوده و نام وی را همان خشثریتَه می‌دانند و ادعای هرودوت را در مورد نام فرورتیش و نیز نام پدر دیاکو و پدربزرگ فرورتیش رد می‌کنند. از میان فرزندان وی، تنها نام هووخشتره در منابع آمده‌است که پس از او جانشینش شد و توانست یک سلطنت سراسری را در ایران تشکیل دهد.

## دوران حکومت
بسیاری از پژوهشگران، با توجه به تقویم‌ها و اسناد و محاسبات میان‌رودان و به‌ویژه آشوریان، زمان سلطنت فرورتیش را بین سال‌های ۶۷۵ تا ۶۵۳ پیش از میلاد می‌دانند ولی بعضی دیگر از پژوهشگران زمان حکومت او را بین سال‌های ۶۵۵ تا ۶۳۳ پیش از میلاد می‌دانند. با اینحال برخی از دانشمندان به کلی این نظرات را رد می‌کنند و بر این باورند که فرورتیش از سال ۶۷۸ تا ۶۲۵ پیش از میلاد، یعنی به‌مدت پنجاه و سه سال حکومت کرده‌است.
در نخستین سال‌های سلطنت فرورتیش، سکاها که در ناحیهٔ بین دریای مازندران و قفقاز زندگی می‌کردند از طریق گذر دربند قفقاز، به سرزمین ماد وارد شدند و بخش‌هایی از خطهٔ ماد را به اشغال خود درآوردند.
به‌قضاوت هرودوت، شاهان ماد به ترتیبِ سال‌های زیر فرمانروایی کردند:
| شاه       | مدت حکومت | سال‌های حکومت                 |
| --------- | --------- | ---------------------------- |
| دیاکو     | ۵۳ سال    | حدود ۷۰۰ تا ۶۵۷ پیش از میلاد |
| فرورتیش   | ۲۲ سال    | حدود ۶۴۷ تا ۶۲۵ پیش از میلاد |
| هووخشتره  | ۴۰ سال    | حدود ۶۲۵ تا ۵۸۵ پیش از میلاد |
| ایشتوویگو | ۳۵ سال    | حدود ۵۸۵ تا ۵۵۰ پیش از میلاد |

بنا بر ادعای هرودوت که می‌گوید سلطهٔ سکاها بر ماد تا پیش از سقوط نینوا در سال ۶۱۲ پیش از میلاد، حدود بیست و هشت سال به طول انجامید؛ پژوهشگران آغاز گاه‌نگاری مادها را تا سال ۷۲۸ پیش از میلاد به عقب می‌بردند. این کار به آن‌ها اجازه می‌دهد تا فرورتیش، دومین شاه ماد را با کشتریتی، رهبر شورش مادها علیه آشوریان در سال ۶۷۲ پیش از میلاد تطبیق دهند و آن‌ها را یکی بدانند. این تطبیق براساس عبارتی در سنگ‌نوشتهٔ بیستون است که مدعی تاج‌وتخت ماد، فرورتیش نامیده می‌شود. این فرورتیش در سال ۵۲۲–۵۲۱ پیش از میلاد علیه داریوش بزرگ هخامنشی شورید و ادعا کرد که خشَثریه (هَشَتریتی در نسخهٔ بابلی سنگ‌نوشتهٔ بیستون) «از تخمهٔ هووخشتره» است. بر اساس این، جورج کامرون نتیجه گرفت که «کشتریتی» نام شاهانهٔ فرورتیش بود که ممکن است پدر هووخشتره باشد. دیاکونوف نیز به همین ترتیب عقیده دارد که خشثریه (کشتریتی) احتمالاً همان کسی باشد که هرودوت او را فرورتیش، پسر دیاکو نامیده‌است. دیگر تاریخ‌نگاران نیز موافقند که خشثریه (نه فرورتیش) نامی شاهانه بوده‌است زیرا کسی که نامی شاهانه دارد، به نام شاهانهٔ دیگری نیاز ندارد. با این حال، برخی از پژوهشگران تمایل دارند که تطبیق فرورتیش پسر دیاکو با کشتریتی را رد کنند یا در مورد در نظر گرفتن آن شک دارند. افزون بر این، این نکته که چرا فرورتیش می‌بایست نام شاهانهٔ خشثریه را بر خود بگذارد، همچنان حل‌نشدنی باقی مانده‌است.
اگر آغاز پادشاهی دیاکو را تا سال ۷۲۸ پیش از میلاد عقب ببریم، سپس از این طریق می‌توانیم گاه‌نگاری قطعی و کاملی از این سلسله ارائه دهیم:
| شاه       | مدت حکومت | سال‌های حکومت                 |
| --------- | --------- | ---------------------------- |
| دیاکو     | ۵۳ سال    | حدود ۷۲۸ تا ۶۷۵ پیش از میلاد |
| فرورتیش   | ۲۲ سال    | حدود ۶۷۵ تا ۶۵۳ پیش از میلاد |
| هووخشتره  | ۴۰ سال    | ۶۲۵ تا ۵۸۵ پیش از میلاد      |
| ایشتوویگو | ۳۵ سال    | ۵۸۵ تا ۵۵۰ پیش از میلاد      |

این گاه‌نگاری پس از آنکه رنه لابا در تعدادی از نسخه‌های تاریخ هرودوت، ۲۸ سال سلطهٔ سکاها در دوران فرمانروایی هووخشتره را نشان داد، توسط پژوهشگران رد شد و در نتیجه از نظر ترتیب تاریخی، فرورتیش نمی‌تواند همان کشتریتی که منابع آشوری از آن یاد می‌کنند باشد. ادوین گرانتوسکی معتقد است که این مشکل را می‌توان با استفاده از منابع میخی حل کرد، که شورش مادی‌ها علیه آشور را در حدود سال ۶۷۲ پیش از میلاد و پایان حکومت مادها را در ۵۵۰ پیش از میلاد تاریخ‌گذاری کرد. او گاه‌نگاری زیر را پیشنهاد می‌دهد:
| شاه        | سال‌های حکومت                                               |
| ---------- | ---------------------------------------------------------- |
| دیاکو      | حدود ۶۷۲/۶۷۱ پیش از میلاد؛ دههٔ ۴۰ از سدهٔ هفتم پیش از میلاد |
| فرورتیش    | حدود ۶۴۰ تا حدود ۶۲۰ پیش از میلاد                          |
| سلطهٔ سکاها | حدود ۶۳۵ تا ۶۱۵ پیش از میلاد                               |
| هووخشتره   | حدود ۶۲۰ تا ۵۸۴ پیش از میلاد                               |
| ایشتوویگو  | حدود ۵۸۴ تا ۵۵۰ پیش از میلاد                               |

بنابراین، به گفتهٔ گرانتوسکی دودمان مادها به‌مدت حدود ۱۲۰ سال پا بر جا بود؛ دیاکو استیلا و فرمانروایی آشوری‌ها را برانداخت و سلسلهٔ ماد را بنیان نهاد. فرورتیش پارس‌ها را تحت انقیاد درآورد. هنگامی که هووخشتره ارتش آشوری‌ها را در سال ۶۱۲ پیش از میلاد شکست داد، مادها تسلط بر آسیای علیا را آغاز کردند و این تسلط به‌مدت حدود ۶۲ سال ادامه داشت. همان‌طور که سکاها بر ماد و دیگر سرزمین‌ها تسلط داشتند، گفتهٔ هرودوت ویژگی افسانه‌ای دارد و قابل اعتماد نیست، چرا که با تاریخ واقعی مادها و دیگر کشورهای شرق نزدیک باستان در سدهٔ هفتم پیش از میلاد سازگاری ندارد.
بر اساس دیگر گزارش‌های هرودوت، مادها به مدت ۱۲۸ سال بر تمام آسیای علیا سلطه داشتند. در این صورت، از آن‌جایی که سلسلهٔ مادها تا سال ۵۵۰ پیش از میلاد پا بر جا بود، آغاز حکومت آن‌ها نیز می‌بایست در سال ۶۷۸ پیش از میلاد تاریخ‌گذاری شود که این تاریخ، تنها چند سال پیش از شورش آن‌ها علیه آشور است. رابرت درو توجه کرده‌است که رقم ذکرشدهٔ هرودت قابل اعتماد نیست، چرا که بر اساس گفتهٔ خود هرودوت، هووخشتره فرزند فرورتیش بود که در آسیای علیا تا شرق رود هالیس (قزل‌ایرماق کنونی در آسیای صغیر) را تصرف کرده‌بود. این اتفاق نمی‌توانست زودتر از سال ۶۲۵ پیش از میلاد روی داده‌باشد. اما ممکن است که بتوان تناقض آشکار بین این دو گزارش هرودوت را با یکدیگر تطبیق داد.
همان‌طور که پیش‌تر جورج راولینسون نیز مشاهده‌کرد، ممکن است که هرودوت، دو رقم ۲۲ و ۵۳ سال را پیش‌وپس ذکر کرده‌باشد زیرا که منابع روایت‌های او به‌ترتیب دیاکو و فرورتیش را چنین مشخص کرده‌بودند. راولینسون چنین مطرح کرده‌است که فرورتیش به‌مدت ۵۳ سال و دیاکو به‌مدت ۲۲ سال فرمانروایی کرده‌اند. با این تغییر در جدول نخست، بالا، تاریخ ۶۷۸ تا ۶۲۵ پیش از میلاد را برای فرمانروایی فرورتیش به‌دست می‌آوریم؛ بنابراین، بر اساس پیشنهاد راولینسون، مجموع پادشاهی سه شاه ماد پس از دیاکو (۵۳+۴۰+۳۵) می‌تواند همان ۱۲۸ سالی باشد که هرودوت در کتابش (۱٫۱۳۰) گفته‌بود. فرورتیش سلطهٔ آشوریان را برانداخت و چنان‌که هرودوت می‌گوید، به قبایل پارسی حمله بُرد و سپس مطیع‌کردن همهٔ آسیا را یکی پس از دیگری آغاز کرد. نتایج کاوش‌های باستان‌شناسی گروه آلمانی در بسطام که در شمال ارومیه قرار دارد، به ما اجازه می‌دهد تا چنین فرض کنیم که مادها حتی پس از اینکه قبایل پارسی را مطیع کردند، به اورارتو یورش بردند؛ بنابراین، نقطهٔ آغاز دوران برتری ۱۲۸ سالهٔ مادها احتمالاً با جلوس کشتریتی/فرورتیش بود که فرمانروایی‌اش را چند سالی پیش از شورش موفقیت‌آمیز ماد علیه آشوری‌ها آغاز کرد و به مدت ۵۳ سال فرمانروایی کرد. دربارهٔ دیاکو، پدر فرورتیش او تنها یکی از رؤسای ماد بود که تحکیم اتحاد قبایل مادی را آغاز کرد. ممکن است که او فقط اسماً بنیان‌گذار خانوادهٔ شاهی ماد بوده‌باشد. بر اساس پیشنهاد دیاکونوف، هرودوت رویدادها را بیش از حد ساده می‌انگاشت و فعالیت‌های چندین نسل از سران ماد را به دیاکو واگذار کرد و بنیان‌گذاری پادشاهی ماد را به او نسبت داد؛ بنابراین، فرمانروایی پادشاهان ماد را می‌توان به شرح زیر ارائه داد:
| شاه             | مدت حکومت | سال‌های حکومت                 |
| --------------- | --------- | ---------------------------- |
| دیاکو           | ۲۲ سال    | حدود ۷۰۰ تا ۶۷۸ پیش از میلاد |
| کشتریتی/فرورتیش | ۵۳ سال    | حدود ۶۷۸ تا ۶۲۵ پیش از میلاد |
| هووخشتره        | ۴۰ سال    | ۶۲۵ تا ۵۸۵ پیش از میلاد      |
| ایشتوویگو       | ۳۵ سال    | ۵۸۵ تا ۵۵۰ پیش از میلاد      |

## جنگ با پارس
هرودوت می‌گوید: «فرورتیش پس از به‌دست گرفتن قدرت، به حکمرانی بر مادها بسنده نکرد و به سرزمین پارس‌ها حمله برد و توانست آن‌ها را شکست دهد که موجب نیرومندی بیشتر مادها شد و به او این امکان را داد تا آسیا را نیز مطیع خویش سازد؛ از این روی سرزمین‌های مشرق و جنوب ماد را تصرف کرد و به همهٔ ملل و اقوام، یکی پس از دیگری حمله کرد و اقوام بسیاری را فرمانبردار و همراه مادها کرد و زمینه را برای حمله به حکومت‌های نیرومندی از جمله سرزمین آشور و امپراتوری قدرتمند و گستردهٔ آن فراهم نمود.»
برخی از مورخان، امر انقیاد پارس‌ها توسط فرورتیش را نادرست می‌دانند و آن را به هووخشتره نسبت می‌دهند. با این‌حال فرورتیش برای جنگ با آشور ابتدا می‌بایست اظهار انقیاد یا حداقل اتحاد پیشوایان پارس را هم کسب کرده‌باشد. وی با استفاده از جنگ‌های ایلام و آشور و همچنین به یاری دسته‌هایی از سکاها که متحد وی شده‌بودند، توانست چیش‌پیش پسر هخامنش و سایر پیشوایان پارس را نسبت به فرمانروایی ماد به اظهار انقیاد یا اتحاد وادارد.

## جنگ با آشور

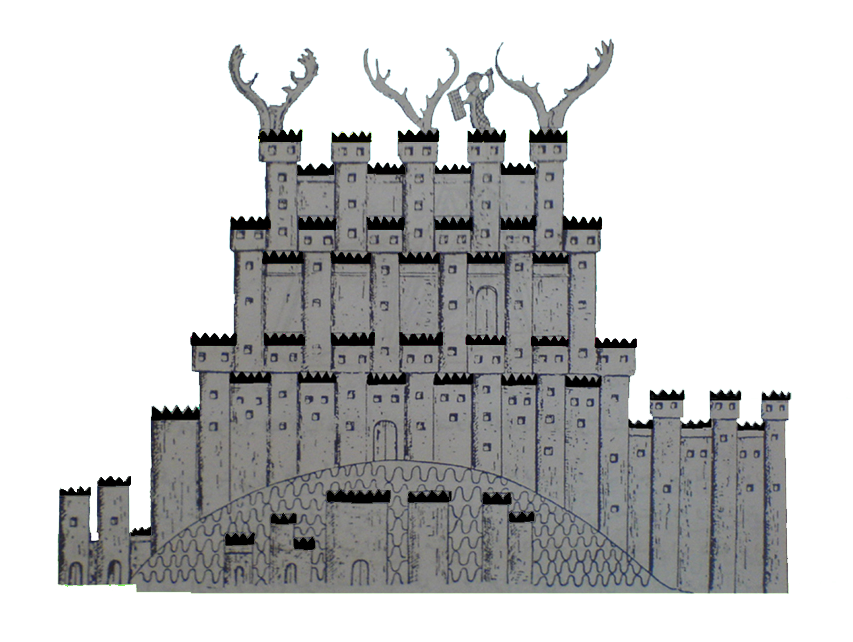
دژ مادی کیشه‌سو. از روی نقش‌برجستهٔ آشوری، پایان قرن هشتم پیش از میلاد.

فرورتیش با آنکه سرنوشت اسارت پدرش دیاکو را دیده بود، همان راه پدرش را دنبال کرد و به آشور اعلان جنگ داد. وی که «خداوند ده» کار-کشی بود، توانست با جلب یاری مامی‌تیارشو خداوند پیشین‌ده ایالت مادای و دوساننی خداوند پیشین‌ده ایالت ساپاردا واقع در جنوب خط زنجان-قزوین کنونی که پیشوایان آن ایالات از جانب آشور بودند، در ماه نیسان (مارس-آوریل) سال ۶۷۳ پیش از میلاد، پیرامون نوروز آشوری قیامی را علیه آشور ترتیب دهد و ریاست این قیام را برعهده بگیرد.
از آن‌جا که این سه نفر در آن واحد وارد عمل شدند و با پادشاهی سکاها و منّا متحد بودند، قیام به سرعت گسترش یافت و از مرز سه ایالت اولیه هم گذشت، به‌طوری‌که در اویل ماه ایار (آوریل-مه) لشکریان فرورتیش توانستند به ایالت مجاور کیشه‌سو برسند و دژ اصلی آن ایالت را که به همان نام «کیشه‌سو» معروف بود، محاصره کنند. در این رویداد، کیمری‌ها و افراد مامی‌تیارشو هم متحد فرورتیش بودند.
امر محاصرهٔ قلعه‌ها و دژها همچنان ادامه داشت و دژهای دیگری به نام‌های کاربیتو، دژ دیگری که نامش معلوم نیست، دژ سو در ناحیهٔ زنجان کنونی و دژ خارخاریان در ایالت خارخار در ناحیهٔ غرب همدان کنونی و مرز ایلام به محاصرهٔ فرورتیش و متحدانش درآمد. قیام‌کنندگان به درهٔ دیاله رسیدند و فرورتیش آخرین گردنه‌های منتهی به جلگهٔ میان‌رودان را هم مورد تهدید قرار داده‌بود و آشور تمام سرزمین ماد به جز زاموآ و پارسوآ را از دست داد.
محاصرهٔ این دژها از جانب مادها بسیار مهم است چرا که علاوه بر این‌که نمایان‌گر یک روش جنگی جدید مادها است، از تحول و انقلابی بزرگ در زمینهٔ استراتژی و فنون جنگی مادها حکایت می‌کند و بی‌شک مادها در طی سالیان جنگ‌های پیوسته با آشوری‌ها، این تجربیات را آموخته بودند.
از اوایل سال ۶۷۲ پیش از میلاد آشوریان کوشیدند تا با فرورتیش مذاکره کنند و بدین ترتیب چندین پیک را به نزد رهبر قیام‌کنندگان فرستادند. آن‌ها همچنین با سکاها که اتحاد بعضی از طوایف آن‌ها با فرورتیش موجب تهدید قلمرو آشور شده بود، وارد مذاکره شدند. پارتاتوآ پادشاه سکاها هم مذاکرات را پذیرفت و اسرحدون پادشاه آشور هم ناچار شد دختر خود را با وی نامزد کند. بدین ترتیب و با خارج شدن سکاها از اتحاد با مادها، قیام مادها ناتمام ماند.

## تأسیس پادشاهی مستقل ماد
پس از خیانت پارتاتوآ به امر قیام و ناتمام ماندن آن، آشوریان توانستند ایالات کیشه‌سو و خارخار را حفظ کنند اما قدرت آشور در سه ایالت اولیهٔ قیام، یعنی ایالت‌های بیت کاری، مادای و ساپاردا برانداخته شد و از آن تاریخ به بعد در منابع تاریخی به جای ذکر نام این سه ایالت، از پادشاهی مستقل ماد یاد می‌شود و در منابع آشور هم نام پادشاهی ماد به عنوان یک کشور مستقل ذکر شده‌است.
موفقیت قیام فرورتیش و تأسیس دولت واحد توسط وی تنها می‌توانسته بر اثر هواداری و پشتیبانی مردم عادی و تودهٔ قوم آزاد ماد از نهضت وی بوده باشد و نشان‌دهندهٔ این واقعیت است که فرورتیش و شاهان ماد به توده‌های وسیع مردم آزاد ماد متکی بوده‌اند.
پادشاهی ماد در زمان فرورتیش هنوز صورت یکپارچه‌ای به خود نگرفته بود و هنوز آن کشور مادی که در مرزهای خود مستقر شده‌باشد — به‌طوری‌که منابع باستانی در نظر دارند — نبوده‌است. تعیین وسعت پادشاهی ماد در این دوران بسیار مشکل است. مرز غربی ماد احتمالاً در مغرب خط میانه-همدان بوده‌است. تعیین سایر مرزها دشوارتر است به عنوان مثال معلوم نیست در آن زمان دولت الیپی جزو ماد بوده یا مستقل بوده‌است.

## حملهٔ مجدد به آشور و مرگ
پیرامون سال ۶۵۲ و ۶۵۳ قبل از میلاد، امپراتوری آشور درگیر یک کشمکش داخلی و بزرگ‌ترین بحران سیاسی تاریخی خود شد. شاماشوموکین برادر آشور بانی‌پال پادشاه آشور علیه وی قیام کرد و توانست متحدان زیادی را — از جمله بابلیان، کلدانیان، آرامیان و ایلام — با خود همراه سازد. فرورتیش نیز فرصت را برای حملهٔ مجدد به آشور مناسب دید. او در اتحاد با پارس‌ها و کیمری‌ها در سال ۶۵۳ پیش از میلاد وارد جنگ با آشور شد و به شهر نینوا، پایتخت حکومت آشور حمله کرد و ظاهراً در ابتدا پیروزی‌های ضعیفی به‌دست آورده بود ولی در نبردی دیگر کشته شد.
روایت هرودوت از مرگ فرورتیش هم گویای همین مطالب است، وی می‌نویسد: «فرورتیش سرگرم مطیع ساختن آسیا گشت و قومی را بعد از قوم دیگر منقاد خویش ساخت، تا این‌که علیه آشوریان لشکر کشید و (همان) آشوریانی که در نینوا مسکن داشتند و پیش‌تر بر همه حکمروا بودند، تنها مانده بودند زیرا که متحدان از ایشان جدا شده‌بودند ولی با این حال وضعشان (از هر حیث) خوب بود. فرورتیش بعد از آن‌که ۲۲ سال سلطنت کرد در طی لشکرکشی علیه ایشان کشته شد و اکثر لشکریان وی نیز با او از پای درآمدند.» جورج کامرون بر این باور است هنوز شاید بتوان در میان قبرهایی که در نواحی شمال شهرزور در صخره‌های کوه کنده شده‌است، نشان قبر او را نیز یافت.
هرودوت دربارهٔ چگونگی شکست فرورتیش و مرگ او سخنی نمی‌گوید. برخی از مورخان می‌گویند فرورتیش به‌دست آشور بانی‌پال کشته شد لیکن در نوشته‌های آشور بانی‌پال هیچ مطلبی دال بر این پیروزی نیامده و از آن‌جا که آشوریان از کوچک‌ترین پیروزی‌های خود نیز همیشه یاد کرده‌اند، به همین خاطر این مطلب را نمی‌توان به راحتی پذیرفت. در توجیه آن می‌توان گفت شکست فرورتیش کار خود آشوریان نبوده بلکه می‌بایستی به یاری سکاها که متحد آشور بوده‌اند صورت گرفته‌باشد.
برخی از مورخان معتقدند علی‌رغم شکست فرورتیش از آشوریان، این جنگ زمینه‌ساز نبردی شد که پسرش هووخشتره آن را تا سقوط دولت آشور در پیش گرفت.

## جانشین
مرگ فرورتیش و شکست مادی‌ها، منجر به استقرار فرمانروایی سکاها در ماد شد تا این‌که سرانجام هووخشتره پسر فرورتیش توانست به ۲۸ سال فرمانروایی آن‌ها پایان دهد. او تواناترین شاه ماد و اولین پادشاهی است که یک سلطنت سراسری را در ایران تشکیل داد و ایران را به‌عنوان یک قدرت مهم در جهان آن زمان مطرح کرد. هووخشتره را باید بنیانگذار واقعی دولت ماد و معمار حقیقی امپراتوری ایرانیان باستان دانست. وی ابتدا ارتش ماد را تجدید سازمان و نوسازی کرد و سپس با اتحاد با دولت بابل و حمله به نینوا پایتخت آشوریان، توانست به عمر امپراتوری آشور خاتمه دهد. فرورتیش با الیاتس شاه لیدیه جنگید و توانست سرزمین‌های فوقانی رود هالیس را تصرف کند. مورخان زمان حکومت او را بین سال‌های ۶۲۴ تا ۵۸۵ پیش از میلاد می‌دانند.